# (5681) Bakulev
(5681) Bakulev es un asteroide perteneciente al cinturón de asteroides descubierto el 15 de septiembre de 1990 por Liudmila Zhuravliova desde el Observatorio Astrofísico de Crimea (República de Crimea).

## Designación y nombre
Designado provisionalmente como 1990 RS17. Fue nombrado Bakulev en homenaje a Aleksandr Nikolaevich Bakulev, uno de los pioneros de la neurocirugía en la URSS. Avanzó en cirugía renal, cirugía ósea y un tratamiento quirúrgico para las úlceras estomacales.

## Características orbitales
Bakulev está situado a una distancia media del Sol de 2,200 ua, pudiendo alejarse hasta 2,618 ua y acercarse hasta 1,782 ua. Su excentricidad es 0,189 y la inclinación orbital 5,196 grados. Emplea 1192,14 días en completar una órbita alrededor del Sol.

## Características físicas
La magnitud absoluta de Bakulev es 13,8.